# Leptocerus mahawansa
Leptocerus mahawansa är en nattsländeart som först beskrevs av Schmid 1958.  Leptocerus mahawansa ingår i släktet Leptocerus och familjen långhornssländor. Inga underarter finns listade i Catalogue of Life.